# Ниш
Ниш је градско насеље и седиште истоимене територијалне јединице у Србији. Административни је центар Нишавског управног округа и највећи град јужне Србије. Према попису из 2022. било је 182.797 становника, па је тако Ниш трећи град по броју становника у Србији (после Београда и Новог Сада). Налази се на реци Нишави, недалеко од њеног ушћа у Јужну Мораву. Град Ниш заузима површину од око 596,73 2, укључујући Нишку Бању и 68 приградских насеља.
Ниш је био административни, војни и трговински центар различитих држава и царстава којима је, током своје дуге историје, припадао. На простору данашњег Ниша, у античком граду Наису рођени су римски цареви Константин Велики и Констанције III. Географски положај Ниша учинио га је стратешки важним и тиме примамљивим градом за многе освајаче. Током историје, територијом на којој се данашњи град налази прошли су Дарданци, Трачани, Илири, Келти, Римљани, Хуни, Авари, а затим и Византинци, Срби, Бугари и Османлије. У више наврата град су заузимали Мађари и Аустријанци. Од Турака је ослобођен 1878. године и од тада се поново налази у саставу Србије, с кратким прекидима у току Првог и Другог светског рата, када је био под окупацијом. Утицај различитих народа који су живели на територији данашњег града Ниша примећује се у културном наслеђу града, пре свега у његовој архитектонској разноврсности.
Саобраћајна инфраструктура на територији Ниша га чини раскрсницом копненог и ваздушног саобраћаја Балкана (поготово због интензивног саобраћаја ка Турској и Грчкој) и због тога што се на територији Ниша налази међународни аеродром Константин Велики. Важан је привредни, универзитетски, културни, верски и политички центар Србије. Нишки универзитет, основан 1965. године, има 14 факултета и око 30.000 студената, а град је и седиште Нишке епархије Српске православне цркве. Административно је подељен на пет градских општина: Медијана, Палилула, Пантелеј, Црвени крст и Нишка Бања.

## Етимологија
Име града Ниша може се наћи у многобројним историјским изворима из периода средњег века до савременог доба. Сва та имена су врло слична, зависно од језика на коме су записивана: , Ниш.
Прво насеље на територији данашњег Ниша основали су Келти у 3. веку пре нове ере, а сам град је име добио по реци Нишави (Naissa) коју су келтски прастановници звали „Вилина река“ (Navissos). Град и река никада од свог именовања нису променили своја имена и значење које је остало исто: Ниш—Вилинград, Нишава—Вилинрека.
Разни освајачи су за собом оставили и своју верзију имена овог града: римски Naissus, византијски Ναισσός/Nysos, словенски Ниш, турски نیش(Niş), немачки Nissa, арапски Талнаси. Такође извори бележе и назив Naica.

## Географија
Ниш лежи на геотектонској граници кристаласте, родопске масе и кречњачких планина источне Србије и споју великих удолина Балканског полуострва у пространој и плиткој котлини неправилног облика са дужом осом од око 44 km и краћом од око 22 km. површине (око 620 km²),) попречно утиснутој на меридијански правац јужноморавске удолине. Долина Јужне Мораве је дели на два неједнака дела; западни део, познат под називом Добрич, који је широко отворена према Топличкој котлини, и источни (већи) који представља Нишку котлину у ужем смислу, коју пресеца река Нишава, близу њеног ушћа у Јужну Мораву.
Нишку котлину окружују кречњачки масиви Калафата (837 м), Баталовца (707 м), Црног врха (683 м) и кристаласта маса Попове главе (534 м). Са Попове главе северна граница града се спушта на мезграјску пречагу, а са ње улази у гребен Малог Јастребца. Источни обод је на кречњачком гребену Сврљишких планина, а затим на сувопланинским огранцима. Јужни обод чини кречњачки гребен Суве планине и кристаласто било планине Селичевице. Западни обод је кристаласти гребен Малог Јастрепца од Купињака до Батиншчичког виса.
Најнижи део чини дно котлине, које Нишава пресеца по дужини, на коме лежи град Ниш. Другу целину чини обод котлине у виду ниског побрђа веома погодан за гајење воћарских култура и винове лозе, и за развој туризма, првенствено излетничког и бањског. Ужи центар града налази се на 194 m надморске висине (код Споменика у центру). Највиша тачка градске територије (према ГУП Ниша из 2011), је Тригонометар 702 у југоисточном делу подручја „брда Коритњак—Сува планина“, са надморском висином 702 м, а најнижа Тригонометар 175 поред реке Јужне Мораве, у северозападном делу подручја „Ада—Мезграја“, са надморском висином 175 м.
Као природне предиспозиције рељефа, долине су оријентисале трасирање железничко-друмске артерије Балканског полуострва односно моравско-вардарске железничке пруге и пута који са севера из правца Београда воде моравском долином до Ниша, где се рачвају ка југу, према Солуну и Атини, као и на исток ка Софији и Истанбулу кроз Сићевачку клисуру (или нишавско—маричку магистралу). Кроз Кутинску клисуру јужно од Ниша полази заплањско-лужнички пут који води у Заплање. На северном ободу Ниша нема долинских усека, па је преко релативно ниског превоја Грамада спроведена железничко-друмска Сврљишко-тимочка, односно Трансбалканска дијагонална магистрала.
Подручје општине Ниш захвата површину од 596,71 km², на коме се налази Ниш, Нишка Бања и 68 (72) приградских и сеоских насеља, која су се временом повезивала са градом тако да се већ 1970. оцртавала силуета града на читавом пространству од изласка из Сићевачке клисуре (на истоку), до Јужне Мораве у насељу Девети мај (на југу), на дужини од 18,5 km. Под земљом, испод Нишке Бање и Ниша, постоји природни извор топле воде, јединствен и највећи потенцијал чисте и обновљиве геотермалне енергије на површини од чак 65 km². Ова природна акумулација је на дубини од 500 до 800 m, а процењени капацитети су око 400 милиона кубних метара термоминералне воде.

## Клима
Ниш има умерено-континенталну климу, са средњом годишњом температуром од 11,9 °C. Најтоплији месец је јул са просечном температуром од 21,3 °C, а најхладнији јануар са средњом температуром од +0,6 °C.
| Клима Ниша (1981—2010)                           | Клима Ниша (1981—2010) | Клима Ниша (1981—2010) | Клима Ниша (1981—2010) | Клима Ниша (1981—2010) | Клима Ниша (1981—2010) | Клима Ниша (1981—2010) | Клима Ниша (1981—2010) | Клима Ниша (1981—2010) | Клима Ниша (1981—2010) | Клима Ниша (1981—2010) | Клима Ниша (1981—2010) | Клима Ниша (1981—2010) | Клима Ниша (1981—2010) |
| Показатељ \ Месец                                | .Јан.                  | .Феб.                  | .Мар.                  | .Апр.                  | .Мај.                  | .Јун.                  | .Јул.                  | .Авг.                  | .Сеп.                  | .Окт.                  | .Нов.                  | .Дец.                  | .Год.                  |
| ------------------------------------------------ | ---------------------- | ---------------------- | ---------------------- | ---------------------- | ---------------------- | ---------------------- | ---------------------- | ---------------------- | ---------------------- | ---------------------- | ---------------------- | ---------------------- | ---------------------- |
| Апсолутни максимум, °C (°F)                      | 21,7 (71,1)            | 25,0 (77)              | 28,6 (83,5)            | 33,0 (91,4)            | 34,7 (94,5)            | 40,3 (104,5)           | 44,2 (111,6)           | 42,2 (108)             | 38,6 (101,5)           | 35,0 (95)              | 29,0 (84,2)            | 22,2 (72)              | 44,2 (111,6)           |
| Максимум, °C (°F)                                | 5,0 (41)               | 7,5 (45,5)             | 13,0 (55,4)            | 18,4 (65,1)            | 23,8 (74,8)            | 27,1 (80,8)            | 29,8 (85,6)            | 30,1 (86,2)            | 25,0 (77)              | 19,3 (66,7)            | 11,9 (53,4)            | 6,1 (43)               | 18,1 (64,6)            |
| Просек, °C (°F)                                  | 0,6 (33,1)             | 2,4 (36,3)             | 7,0 (44,6)             | 12,2 (54)              | 17,1 (62,8)            | 20,4 (68,7)            | 22,5 (72,5)            | 22,3 (72,1)            | 17,4 (63,3)            | 12,3 (54,1)            | 6,4 (43,5)             | 2,1 (35,8)             | 11,9 (53,4)            |
| Минимум, °C (°F)                                 | −2,2 (28)              | −1,4 (29,5)            | 2,3 (36,1)             | 6,4 (43,5)             | 11,0 (51,8)            | 13,8 (56,8)            | 15,4 (59,7)            | 15,4 (59,7)            | 11,5 (52,7)            | 7,4 (45,3)             | 2,6 (36,7)             | −0,8 (30,6)            | 6,8 (44,2)             |
| Апсолутни минимум, °C (°F)                       | −23,4 (−10,1)          | −19,3 (−2,7)           | −13,2 (8,2)            | −5,6 (21,9)            | −1,0 (30,2)            | 4,2 (39,6)             | 4,1 (39,4)             | 4,6 (40,3)             | −2,2 (28)              | −6,8 (19,8)            | −14,0 (6,8)            | −15,8 (3,6)            | −23,4 (−10,1)          |
| Количина падавина, mm (in)                       | 38,8 (1,528)           | 36,8 (1,449)           | 42,5 (1,673)           | 56,6 (2,228)           | 58,0 (2,283)           | 57,3 (2,256)           | 44,0 (1,732)           | 46,7 (1,839)           | 48,0 (1,89)            | 45,5 (1,791)           | 54,8 (2,157)           | 51,5 (2,028)           | 580,3 (22,846)         |
| Дани са падавинама (≥ 0.1 mm)                    | 13                     | 13                     | 12                     | 13                     | 12                     | 11                     | 9                      | 8                      | 9                      | 9                      | 11                     | 14                     | 134                    |
| Дани са снегом                                   | 10                     | 9                      | 5                      | 1                      | 0                      | 0                      | 0                      | 0                      | 0                      | 0                      | 3                      | 8                      | 37                     |
| Релативна влажност, %                            | 80                     | 74                     | 66                     | 63                     | 65                     | 65                     | 61                     | 61                     | 69                     | 73                     | 77                     | 81                     | 70                     |
| Сунчани сати — месечни просек                    | 64,5                   | 93,3                   | 147,8                  | 171,5                  | 220,9                  | 251,2                  | 286,7                  | 274,3                  | 201,9                  | 150,5                  | 85,9                   | 49,4                   | 1.997,7                |
| Извор: Републички хидрометеоролошки завод Србије |                        |                        |                        |                        |                        |                        |                        |                        |                        |                        |                        |                        |                        |

Годишње у просеку падне 589,6 mm кише и снега по квадратном метру и буде у просеку 123 кишовита дана и 43 дана са снегом.Просечни ваздушни притисак је 992,74 милибара, а просечна јачина ветра је нешто мања од 3 бофора.
Максимална икaд забележена температура била је 44,2 °C 24. јула 2007, а најнижа -23,7 °C 25. јануара 1963.
Максимална количина падавина регистрована је 5. новембра 1954. и износила је 76,6 mm. Највећа дебљина снежног покривача износила је 62 cm, од 23. до 25. фебруара 1954.
Климатске промене Ниша прати метеоролошка станица која се налази у нишкој тврђави на 202 метра надморске   висине и која бележи податке о времену од 1889.

Климатске промене Ниша прати метеоролошка станица која се налази у нишкој тврђави на 202 метра надморске   висине и која бележи податке о времену од 1889.

## Историја

### Праисторија и стари век
На основу археолошких ископавања може се закључити да је територија на којој се данас налази град Ниш била насељена људским заједницама још од периода средњег палеолита (100.000-30.000 год. п. н. е.). Остаци из палеолита, нађени на локалитету Кременац, чувају се у археолошкој збирци Народног музеја у Нишу. Из периода бронзаног доба пронађене су гробнице у Медошевцу и велико насеље, које се налази поред античког налазишта Медијана.
О самом настанку Ниша постоји предање да га је саградио краљевић Ниша каменом са оближње хумске чуке.
Открића на праисторијском локалитету Бубањ и Велика хумска чука говоре да је ту постојала насеобина у периоду 5800—5500. године пре наше ере. Најстарији слој припада неолиту или старчевачкој културној групи. Ови локалитети припадају Бубањ Салкуца Криводол комплексу.
Назив града, највероватније, потиче из доба када су њиме владали Келти. Према најчешће навођеној тези о етимолошком пореклу имена града, Нишу су име дали Келти, Нависос са значењем Вилин град.
Римљани су освојили град у току Дарданијских ратова, у 1. веку пре нове ере. Град се развија као стратешка раскрсница, војни и трговински центар у провинцији Горњој Мезији. У време Римског царства град носи име Наис (Naissus), што је романизовани назив грчког имена Наисос (Naissos). Већ у 2. веку нове ере Наис је био довољно познат град да га Клаудије Птолемеј у својој „Географији“ помиње као један од четири највећа града Дарданије.
Римљани су 33. године нове ере изградили Via militaris који је пролазио кроз Наис.
Септембра 268. године римска војска предвођена царом Галијеном, и двојицом будућих царева, главним командантом Марком Аурелијем Клаудијем и командантом коњице Аурелијаном сукобила се са Готима код Наиса у најкрвавијем окршају 3. века, познатом под именом битка код Ниша. Том приликом побијено је између 30.000 и 50.000 Гота, а сматра се да је том победом обезбеђено постојање Западном царству још два наредна века.
У античком граду Наису је 27. фебруара између 271. и 273. рођен син војног команданта Констанција Хлора и крчмареве кћерке Флавије Јулије Хелене, будући цар Константин Велики. У родном граду цар Константин  саградио је царску вилу Медијана, око које су припадници тадашње аристократије подигли своје виле. Данас је тај простор важно археолошко налазиште, које је 1979. године проглашено за археолошко налазиште од изузетног значаја. Мозаички подови и други остаци царског луксуза чувају су у музеју на Медијани.
Године 284, када је цар Диоклецијан одвојио Дарданију од Горње Мезије и учинио је засебном облашћу, Наис је постао главни град ове римске провинције.
Према историчару Едварду Гибону, у Медијани 364. године цареви Валентинијан I и Валенс поделили су Римско царство и потом владали као савладари.
У току 4. века основана је епархија у Наису, чиме је Наис постао један од важних верских центара у Римском царству. Базилика из 4. века у Наису једна је од најстаријих хришћанских споменика на свету. У току четвртог и петог века епископи из Наиса: Гауденције, Бонос, Маркијан, Гајан и Пројект, оставили су траг у хришћанском учењу.
Одличан стратешки положај и богатство Наиса учинили су га честом метом напада многих народа. Иако је цар Јулијан Апостат ојачао зидове око Наиса и претворио га у добро утврђен град, Наис је често освајан, спаљиван и разаран. Хуни су Наис опсели 442. године и тотално га уништили. Следеће разарање је било 448. године. Делимично обновљен град поново руше варвари 480. године.
Кад смо стигли до Ниша (грч. ές Ναϊσσον), нађосмо град сасвим опустео пошто је до темеља био порушен од непријатеља (Хуна). У рушевинама храмова били су неки људи који су се ту задржавали због болести. Преноћисмо на чистини, мало подаље од реке, пошто је сав обалски простор био покривен костима оних што су у борби погинули.— Приск о Наису 448. године

### Средњи век
Прокопије у делу О грађевинама пише да је цар Јустинијан I обновио Наис, саградио 32 нова утврђења, која наводи са називима, и обновио 7 утврђења. Тада је југозападно од Ниша, код данашњег Лебана, у родном месту цара Јустинијана (Таурисион) подигнут нови град Јустинијана Прима, у коме се од 535. године налазило и седиште истоимене архиепископије. Прокопије у делу О ратовима обавештава и о првим провалама Словена преко Дунава у околину Наиса око 550-551.
Прве сеобе Словена и Авара одиграле су се у другој половини 6. века. Током 6. и 7. века словенска племена су осам пута покушала да заузму Наис. У последњем нападу 615. године нападачи су заузели град и већина романског становништва је побегла или нестала. Трагови романског становништва Наиса остали су у локалном влашком становништву.
У 9. веку бугарски цар Симеон је постао господар Ниша, али је Византија повратила град за време владавине Василија II.
Године 1072, угарска војска је долином Мораве продрла све до Ниша, али је византијска власт исте године поново успостављена.
Становништво Ниша је 4. јула 1096. године, поразило војску крсташа-сељака.
Угари су од Византинаца 1127. године освојили Ниш у кампањи у којој су такође освојили Београд, Софију а продрли су чак до Пловдива, али је касније између Угара и византијског цара Јована склопљен мир.
Средином 12. века, византијски цар Манојло I Комнин га је користио као базу за своје ратове са Угрима и додатно га утврдио. У њему се Манојло два пута састао са рашким великим жупаном Стефаном Немањом, међутим за време владавине Андроника I освојио га је угарски краљ Бела III, да би га већ 1183. освојио Стефан Немања, који је обновио манастирску цркву светог Пантелејмона у граду. Он је 27. јула 1189. у Нишу дочекао светог римског цара Фридриха Барбаросу који је кренуо у Свету земљу током Трећег крсташког рата. Том приликом Стефан Немања је Барбароси предложио заједнички напад на Византију. Град је 1190. поново пао у византијске руке након Немањиног пораза у бици на Морави, а Срби су га освојили тек 1331. године, након победе над Бугарима код Велбужда.
Османлије су под Муратом освојиле и опљачкале Ниш 1386. године., након 25 дана опсаде. У граду су се, током средњег века, чувале мошти светог Прокопија, који је био светац заштитник града Непосредно пре османског освајања града, његове мошти су премештене ка средишту тадашње Србије, у данашње Прокупље. Ново османско пустошење, град је доживео 1427. године.
Године 1443, Ниш се поново нашао у рукама Срба и деспот Ђурађ Бранковић га је предао Ђорђу Мрњавчевићу. Хришћанске војске предвођене угарским војсковођом Јаношем Хуњадијем заједно са српским деспотом Ђурђем Бранковићем, победиле су Турке и потиснуле их до Софије током Дуге војне. Важна битка одиграла се код Ниша, који је остао слободан град још скоро годину дана после тога.

### Османско царство
Ниш је поново пао под османску власт 1448. године и остао у Османском царству наредних 245 година. У овом периоду Ниш је био једно од седишта турске војне и цивилне власти, а у најдужем периоду налазио се у Смедеревском пашалуку.
Неколико дана након 20. јуна 1521. године беснео је велики пожар у Нишу. Град је могао да буде сасвим уништен да беглербег Ахмед-паша, који је заповедао турском војском против Угарске у то време, није дошао у последњем тренутку у помоћ.
Током Великог турског рата 24. септембра 1689. године код Ниша се одиграла битка у којој је турска војска тешко поражена, након чега су Аустријанци, под заповедништвом кнеза Баденског, први пут ушли у Ниш. Они су 1690. године на остацима средњовековног утврђења саградили два јака бастиона по пројекту италијанског инжењера Перонија, и дао им имена цар Леополд и царица Леонора. После неуспеха у даљим походима аустријске снаге су се повукле у Ниш и 8. септембра 1690. године након 25 дана борби аустријски гроф Гвидо Штаремберг је капитулирао и предао град Турцима.
Након турско-аустријског рата 1717. године и губитка Београда, Ниш добија на важности. Султановом повељом од 19. фебруара 1719. године отпочела је изградња велике тврђаве у Нишу. Ниш постаје центар Беглербеглука Румелије, тј. турских поседа у Европи. Нишка тврђава, која је тада саграђена (1719—1723), и даље представља једну од најлепших и најбоље сачуваних грађевина такве врсте на Балкану. Подигнута је на месту старијих тврђава из римског, византијских и средњовековног периода. Има вишеугаону основу, осам тераса и четири масивне капије. Простире се на површини од 22 ha и опасана је зидинама дугим 2.100 m, 8 m високим и 3 m дебелим у просеку. Са спољне стране тврђава је била опасана широким шанчевима, од којих је северни и данас сачуван. Поред масивних зидина, добро очуване су и јужна Стамбол-капија и северна Београдска капија, док су северна Видин-капија и југоисточна Јагодин-капија тек делимично очуване.
Године 1737. Ниш је заузет и окупиран од аустријске војске. Бакрорезом је представљен тренутак 28. јула 1737. године предаје кључева града од стране турских депутата аустријском генерал-фелдмаршалу барону од Тингена који преузима град у име царског генерала Филипија. Турци су се, такође без борбе, 18. октобра 1737. године вратили у Ниш. Оба аустријска пораза и повлачења из Ниша праћена су великим одмаздама над хришћанским становништвом, уништавањем цркава и манастира, масовним погубљењима, мучењем и одвођењем у робље.
У Нишу је 3. октобра 1739. године потписан Нишки мировни споразум којим је окончан Руско-аустријско-турски рат.
У првој половини 18. века је настало Казанџијско сокаче, данас једини очувани део старе нишке чаршије.
У току Првог српског устанка, устаничка војска се нашла пред Нишем тек 1809. године, крећући се ка Косову. Карађорђе је предлагао да се на Ниш крене са целокупном војском, али су остале војсковође тражили да се Ниш нападне са четири фронта, како је на крају и било урађено. Укупно 16.000 српских устаника стигло је до Ниша 27. априла 1809. под вођством Милоја Петровића. Изградили су шест шанчева: први и највећи био је на Чегру под командом војводе Стевана Синђелића. Други је био у Горњем Матејевцу, у близини Латинске цркве, са Петром Добрњцем, трећи је северозападно од Каменице са војводом Илијом Барјактаревићем, четврти у Каменици са командантом Милојем Петровићем, пети је био изнад Каменице са војводом Пауљом Матејићем и шесту у Доњем Матејевцу. Предлог Милоја Петровића да се Ниш одмах нападне није био прихваћен, већ се желело да се град држи у блокади. Турска војска је добила појачање од 20.000 војника из Једрена, Солуна, Врања и Лесковца.
Турци су 31. маја 1809. године напали Синђелићев шанац на Чегру, а битка се водила цео дан. Како је надмоћ Турака постајала очевиднија, а помоћ из осталих шанчева није стизала, Стеван Синђелић је при налету Турака у шанац, пуцао у магацин са муницијом и разнео себе и већи број Турака. После битке на Чегру изграђена је кула на путу за Цариград, крајем лета 1809. године. Кула је изграђена по налогу Хуршид-паше, тадашњег заповедника Ниша, од глава српских војника погинулих на Чегру, по чему је јединствена у свету. У Ћеле-кулу су узидане 952 лобање српских војника као опомена српском народу. Над кулом је 1892. подигнута капела која данас чува 58 преосталих лобања.
У време истраге о завери Хетерије 1821. године јавно су обешени људи под оптужбом да спремају устанак, а поред тога ухапшено је још око две стотине Нишлија. Најпознатији међу обешенима био је владика Милентије. Овом догађају је посвећен споменик подигнут 1913.
Године 1835, избио је устанак у 16 села (Каменица, Церје, Миљковац, Веле Поље, Палиграце, Кравље, Горњи Крупац, Бели Брег, Дражевац итд.) у околини Ниша против безакоња и зулума Салих-паше. Турци су из Ниша послали војску али су поражени у борбама код Миљковца. У међувремену су кнеза Милоша и београдски везир посредовали су преко својих делегата и успели да договоре мир и амнестију за побуњенике.
Почетком априла 1841. године у нишком, лесковачком, пиротском и врањском крају избила буна против Турака, позната као „Милојева и Срндакова буна“, коју су предводили Милоје Јовановић и Никола Срндак. Центар устанка налазио се у селу Каменица крај Ниша. Буна је у крви угушена 23. априла 1841. године.
Административном поделом Османског царства 1846. године створен је Нишки пашалук, а 1864. припојен је Дунавском пашалуку када је Ниш постао центар Нишког санџака.
У овом периоду је деловао учитељ Таса - Атанасије Петровић, као млађи наставник од 1840. и главни учитељ од 1859, све до иза ослобођења од Турака.
За историју Ниша и околине важна је и 1860. када су Срби припремали устанак. Исте године Ниш је посетио и велики везир Кибризли Мехмед-паша. Он је установио Привремени кривични суд, хапсио и убијао виђеније Србе, који су могли да подигну устанак. И даље, током шездесетих година 19. века, Срби се буне, организују разне одборе, комисије и удружују се. Предвођени Николом Рашићем 1874. Нишлије и становници околних села, оснивају Нишки комитет који се 1876. када је кренуо Први српско-турски рат, први прикључио и са својим завереницима дао велики допринос ослобођењу нишких крајева и њиховом присаједињењу матици Србији.

### Краљевине Србија и Југославија
Борбе за ослобођење Ниша од турске власти отпочеле су 29. децембра 1877. године. Кнез Милан Обреновић је ушао у њега 11. јануара 1878. године. У спомен на ове догађаје подигнут је споменик 1902. Чланом 3 Санстефанског споразума, одн. Берлинским уговором, Ниш је припојен Кнежевини Србији. У то време у граду је често заседала скупштина. Прво заседање Народне скупштине Србије десило се у згради основне школе иза Саборне цркве, 23. новембра 1878. године. У периоду од ослобођења до Мајског преврата Ниш је често називан друга престоница Србије.
Године 1884, изграђена је железничка пруга између Ниша и Београда. Прва телефонска говорница је у Нишу отворена 1901, a 1908. године изграђена је хидроцентрала снаге 670 kW (900 коњских снага) на Нишави у Островици.
На заседању Народне скупштине 21. септембра 1885. године у Нишу донета је одлука о рату са Бугарском. Зграда Пастеровог завода је подигнута 1900. - прва здравствена установа за превентивну медицинску заштиту на Балкану.
Примирје са Бугарском на крају Другог балканског рата је 30. јула (по старом календару 17. јула) 1913. године склопљено у Нишу, што је била основа за потписивање Букурешког мира 10. августа 1913. године.
Пред почетак Првог светског рата 1914. године у Ниш су прешле Влада и Народна скупштина, а град је био ратна престоница Краљевине Србије од 26. јула 1914. до 16. октобра 1915. године.
Српски премијер Никола Пашић је 28. јула 1914. године у Нишу добио телеграм о аустроугарској објави рата Србији. Касније исте године, 17. септембра, потписује тајни уговор о савезништву са албанским политичарем Есад-пашом.
На дан 7. децембра 1914. године Народна скупштина је на заседању у Нишу донела Нишку декларацију о уједињењу Срба, Хрвата и Словенаца. Као и остатак Србије, и Ниш је на прелазу 1914/15 био захваћен епидемијом тифуса и других болести, на шта подсећа Споменик умрлим од тифуса у кругу Војне болнице.
Бугарска Прва армија заузела је Ниш 6. новембра 1915., док су Бугари 17. новембра формирали Моравску војно-инспекциону област. Окупирани град 27. јануара 1916. године посетио је немачки цар Вилхелм II да би се састао са бугарски царем Фердинандом I.
Устаници су се у току 1917. године нашли мање од 10 km од Ниша, тако да су се тамошње окупационе власти уплашиле. На устанике су послате две војске да се обрачунају са њима. Прва војска под командом локалног заповедника окупационе војске око Блаца није уродила плодом, а друга војска, аустроугарска извиђачница (патрола), је поражена и десеткована од Војиновићевих људи, а устаници су 7. марта освојили Блаце. Спомен костурница погинулима у устанку је подигнута у Нишкој тврђави 1927.
У јануару 1918. године свако у Нишу је био убеђен да је бугарска окупација кратког века и да ће се српска војска вратити. Савезници долазе 10. октобра 1918. године до Ниша којег држи Макензен. Потукавши 11. немачку армију, која је 1915. године заузела Београд, Ниш ослобађају 12. октобра 1918. снаге Прве српске армије на челу са војводом Петром Бојовићем.
Од 1922. године Ниш је постао средиште области. На челу власти стајао је велики жупан кога је постављао краљ својим указом. У саставу Нишке области улазило је 11 срезова и два округа. Дана 23. марта 1923. године потписан је споразум између Краљевине СХС и Краљевине Бугарске чиме су унапређени међудржавни односи, али је споразум довео до пуча у Краљевини Бугарској. У ово време је настао особит меморијал, Споменик фудбалеру, посвећен Љубомиру Јаковљевићу који је у зиму 1926. спасао дечака из набујале Нишаве, али сам страдао.
Од 1929. до 1941. године Ниш је био седиште Моравске бановине. Нови водовод је освећен 27. јуна а Споменик ослободиоцима Ниша за Видовдан 1937. Зграде Берзе рада и Радничке кухиње су освећене пред крај 1937. Почетком 1939. су отворени нови хируршки павиљон Државне болнице и нова зграда Народног позоришта. Споменик краљу Александру Карађорђевићу је откривен у децембру 1939 (уклоњен 1946, обновљен 2004). Грађена су нова насеља: Чаир, радничка колонија на Светониколском брегу, колонија особља Железничке дирекције, такође и неколико дивљих насеља.
Након приступања Југославије Тројном пакту 25. марта 1941. године, 27. марта избијају масовне демонстрације у Београду, Нишу и Ужицу.
- Ослобађање Ниша
- Стамбол-капија Нишке тврђаве, 1878.
- Брана на Нишави хидроелектране у Сићеву изграђена 1931.[59]
- Уништени железнички мост на Нишави 1915.
- Зграда у којој се налазило седиште Моравске бановине
- Прва наменски изграђена зграда гимназије из 1922. Архитектура је у стилу тадашњих европских решења, са богатом орнаментиком
- Изглед мушке основне школа на Стамбол капији с краја 19. века.

### Други светски рат
У Априлском рату 1941. године, војни аеродром код Медошевца бомбардован је 6. док је Ниш бомбардован 8. априла. Том приликом је страдало око 400 а више од 500 лакше или теже повређено.
Немачка Прва тенковска група, под командом фелдмаршала Клајста, 7. априла са тла Бугарске напредује северозападно ка Нишу и Београду. Немци 8. априла настављају напредовање упркос што су наилазили на јак отпор Пете југословенске армије јужно од Ниша, а 9. априла погоршање стратешке ситуације приморава Југословене да се повуку северозападно уз Мораву што омогућава Клајстовој 11. немачкој оклопној дивизији да брзо и без отпора заузме Ниш. Окупација Ниша трајала је од 1941. до 1944. године, а од 1942. у граду се налазила немачка обласна војна управа 809.
На почетку окупације у Нишу отворен је први нацистички концентрациони логор у Југославији, из кога ће током окупације око 12.000 логораша бити одведено и стрељано на стратишту Бубањ.
Логорска зграда подигнута је 1930. за потребе војне касарне на Црвеном крсту. Фашистичким освајањем Ниша, априла 1941, губи своју првобитну намену, ограђен је бодљикавом жицом и до јула је коришћена као сабирни логор за заробљене војнике југословенске (краљевске) војске. У периоду од јула до септембра прераста у концентрациони логор и постаје мучилиште за Јевреје, таоце и симпатизере НОР-а.Дана 12. фебруара 1942. логораши су организовали масовно бекство из логора, тако што су голоруки јуришали на наоружане немачке чуваре и бодљикаве жице којима је логор био опасан. Догађај познат под називом пробој логора на Црвеном Крсту је јединствен у Другом светском рату у поробљеној Европи.Том приликом је око стотину људи побегло из логора и прикључило се партизанима, а стотину педесет остало на жицама. О овом догађају снимљен је и филм Лагер Ниш 1987. године, у режији Миомира Стаменковића.
Након бекства управу логора преузима Гестапо, који стражу састављену од припадника немачких јединица десеткованих на фронтовима, максимално појачава. Око читавог комплекса, величине око 7 хектара, подигнут је високи зид са каменим торњевима-осматрачницама, чиме логор добија данашњи изглед.
Током 1943. и 1944. године Ниш је био 57 пута мета савезничког бомбардовања (по неким подацима 15) у којима је био тешко оштећен. Том приликом нанете су огромне штете објектима од значаја за окупатора, саобраћајнице, аеродром, пруге, мостови, железничка станица. У тим нападима страдале су и околне зграде, друга имовина и људи.
Дана 14. октобра 1944. Ниш је ослобођен од Немаца након успеха Нишке операције и уласка НОВЈ и бугарских снага које је совјетска армија истурила испред себе.
Дана 7. новембра 1944. изнад Ниша догодио се највећи ваздушни савезнички сукоб.

### Република Југославија
Ниш је постао центар Нишког региона 1975, а од 1992. и Нишавског управног округа.
У првој половини деведесетих година 20. века Ниш је сматран за јако упориште СПС-а и зато је често називан „црвени град“. Међутим, 1996. године, у Нишу, на локалним изборима, победила је Коалиција Заједно, а градоначелник је постао Зоран Живковић, који је нешто касније постао и премијер Србије. Након другог круга избора, 17. новембра 1996. године, у Нишу су отпочели свакодневни грађански и студентски протести, који су се брзо проширили на целу Србију. Почетком 1998. године, у Нишу је произведена отровна ракија, касније прозвана „Зозовача“, од које је преминуло 43 људи.

#### НАТО бомбардовање
У току бомбардовања 1999. године Ниш је био честа мета напада авиона НАТО, и притом су уништена бројна индустријска постројења, главна градска трафо-станица и аеродром, (највише бомбардован у Нишу), а дејствовано је и на касарну „Стеван Синђелић“ и цивилне објекте, као што је обданиште. Укупно је током бомбардовања Ниш био мета 40 пута, а погинуло је 56 грађана Ниша а повређено више од 200.
НАТО авијација је у петак, 7. маја, усред дана засула контејнерима касетних бомби сам центар града у време највеће фреквенције саобраћаја и људи. Погођена је Шуматовачка улица у којој се налази зграда ректората Универзитета у Нишу, као и међумесна аутобуска станица и главна пијаца „Тврђава“ и, на другом крају града, Градска болница и насеље Дуваниште. Том приликом погинуло је 15 цивила, међу којима су били људи свих старосних доба, укључујући и једну трудницу.
Као сећање на жртве НАТО бомбардовања града Ниша подигнута је Спомен капела у парку поред Тврђаве.
На другој страни улице, на Кеју, крај Нишаве, налази се још један споменик страдалима у НАТО агресији, који је изградило тадашње државно руководство на челу са СПС. Постојање два обележја, која подсећају на недужне жртве из 1999, и која су 50 m једно од другог у Шуматовачкој улици у којој је страдао велики број цивила од касетних бомби, такође је историјски раритет Ниша. Овај „меморијални комплекс“ сведочи о међустраначким сукобима и партијским разликама руководстава на градском и републичком нивоу, који су постојали пре и после НАТО агресије.

### Скорашња историја
Дана 17. маја 2002. године потписан је у Нишу споразум између Српске и Македонске православне цркве о конституисању аутономне Охридске архиепископије и превазилажење раскола.
У октобру 2009. године Србија и Русија су потписале договор о отварању регионалног центра за ванредне ситуације у Нишу, који би требало да буде завршен до 2012. године, а постаће оперативан већ у августу 2010. године. Његова основна намена је брза и ефикасна спасилачка реакција у случају поплава, пожара или земљотреса, али би, у оквиру њега, постојали и тимови за разминиравање терена. Планира се да овај центар покрива подручје југоисточне Европе, а у његовој изградњи ће активно учествовати руско Министарство за ванредне ситуације. За седиште овог центра, Ниш је изабран због своје повољне географске локације, а током 2007. године, Ниш је коришћен као база за гашење пожара који су захватили Србију и околне земље.
Поводом верског обележавања 1700 година од издавања Миланског едикта 2013. Ниш се понудио да буде домаћин васељенског сабора хришћанских цркава. Иако коначна одлука још није донета, град се увелико припрема за овај догађај.

## Становништво
Према коначним резултатима пописа одржаног 2022. године у Граду Нишу живи 249.501 становник, што представља пад у односу на 2011. годину кад је пописано 260.274 становника, од чега 183.164 у самом граду. Статистички годишњак за 2007. Републичког завода за статистику бележи 254.164. становника, што значи да је последњих година број становника у стагнацији. Највећи раст броја становника Ниш је имао у периоду од Другог светског рата до 1991. године.

### Образовање
Прва световна основна школа основана је 1830. године на инсистирање нишких трговаца и занатлија код кнеза Милоша да омогући наставу на српском језику. Пре тога у Нишу су једино попови и калуђери образовали децу спремајући их за свештенички позив, а богатији грађани су могли да шаљу своју децу у грчке школе.
Године 1830. кнез Милош у Ниш шаље свог писара Спиридона Јовановића, који организује световну наставу на српском језику, упркос противљењу свештеника у Нишу. Како се број ученика повећавао, Спиридон Јовановић је одабрао свог најталентованијег ученика Атанасија-Тасу Петровића и произвео га у учитеља, са његових свега 17 година. Заједно са Тасом Петровићем у описмењавању ради и Анастасија Наста Димитријевић, прва учитељица прве мешовите школе у Нишу, основане већ 1845, такође поред Саборне цркве.
Ипак, заоштравањем односа између Турске и Кнежевине Србије отежава се положај учитеља и учитељица у Нишу. Објављује се наредба да се у Ниш не могу доводити учитељи и учитељице из Србије. Године 1861, у школској згради подметнут је пожар и зграда изгара до темеља. Нова зграда сазидана је 1863/4. године на месту старе и названа је „Мушка народна школа“.
Прва нишка гимназија основана је непуну годину по ослобођењу Ниша од Турака, 27. септембра 1878. године, по указу кнеза Милана Обреновића. За почетак рада гимназији одређен је 1. октобар 1878, а за извођене наставе приватна кућа Бега Ђаковија у Јеронимовој улици у Нишу. Прве школске године (1878/79) уписано је 48 ученика, у два одељења првог разреда, која су формирана 20. новембра 1878.
Учитељска школа у Нишу се оснива 1882, а 1894. и виша девојачка школа. Први факултети у Нишу почињу да се отварају 1960. године при Београдском универзитету, а Универзитет у Нишу се оснива 1965. године, 15. јуна. Универзитет у Нишу данас има 14 факултета, од којих се три налазе ван Ниша.
Око 40.000 ученика похађа 35 основних (од чега три специјалне) и 22 средње школе, док преко 28.000 студената похађа 14 факултета Универзитета у Нишу. Нишки универзитет се састоји из следећих факултета:
- Грађевинско-архитектонски факултет
- Економски факултет
- Електронски факултет
- Машински факултет
- Медицински факултет
- Учитељски факултет у Врању
- Пољопривредни факултет у Крушевцу
- Правни факултет
- Природно-математички факултет
- Технолошки факултет у Лесковцу
- Факултет уметности
- Факултет заштите на раду
- Факултет спорта и физичког васпитања
- Филозофски факултет

Поред факултета из састава Нишког универзитета у Нишу постоје истурена одељења виших школа и факултета из других градова.
Ниш има три студентска дома чији је укупни капацитет 916 места, има и Дом ученика средњих школа.
Образована структура становништва (старији од 15 година):
- основна школа 19,1%
- средња школа 44,9%
- факултет 15,6%

Образовање становништва града Ниша је изнад просека Србије.
- Мушка народна школа 1863. године
- Прва нишка гимназија „Стеван Сремац“
- Зграда Нишког универзитета
- Медицински факултет основан 1960. био је један од првих факултета у Нишу

## Привреда
У турском периоду носиоци привредне активности биле су занатлије. Према до сада познатим подацима прво су мутавџије (занатлије које су се бавиле прерадом козје длаке) почеле да се удружују и 1791. године формирали су први „Руфе“ (еснаф). Непосредно пред ослобођење, према попису, у Нишу је било: 1507 дућана, три велика магацина, 26 ханова, 4 хамама, 24 чесме, 23 табакане на Нишави, радионица за прераду коже, компаније за превоз робе итд.
Прве фабрике појавиле су се непосредно након ослобађања 1878. године, поготову након повезивања пругом са Београдом. Отвара се прва банкарска установа (1881), радионица за одржавање и ремонт возова (1884), „Пивара Јована Апела и синова“ (1884) и др.
Пре Другог светског рата зачела се градска привреда кроз развој: текстилне, машинске и дуванске индустрије.
Процват нишке привреде се збио у периоду 1960—1990. године. У то време су се развили као економски гиганти: Електронска индустрија Ниш, Дуванска индустрија Ниш, Машинска индустрија Ниш, Нитекс, Вулкан, Нишка пивара, Нишка банка, Нишпромет и Ангропромет.
Током периода СФР Југославије Ниш је имао развијену привреду тако да је 1981. године БДП по глави становника био 110% у односу на југословенски просек.
Од 1989. почиње драстичан пад индустријске производње тако да до 2000. године она пада за чак 50%, а највећи падови забележени су 1993. (37%) и 1999. (25,6%). Пад производње био је праћен падом зарада и озбиљним повећањем незапослености. Једина фабрика која је повећала производњу била је Дуванска индустрија Ниш, која је имала монополски положај на тржишту СР Југославије. Почетком деведесетих изграђени су ТЦ Калча, ТЦ Амбасадор, ТЦ Душанов базар, ТЦ Зона 1,2 и 3 и подземни пролаз. Ово је значајно увећало број локала и мултифункционалног пословног простора у Нишу, где се отворио велики број малих предузећа и пружила могућност да се ублажи криза.
Након 2000. године долази до ланчаног опоравка привредне активности, али испод републичког просека. Најуспешније гране индустрије поред дуванске индустрије су трговина и грађевина, а најуспешнија предузећа у 2007. години су: Нишка фабрика дувана „Phillip Moris“, ПЗП Ниш, Инекс-Морава, Нини, Југо-импекс и Нискоградња.
На подручју града послује око 9.700 предузећа различитог облика својине и то: 3,4% друштвених, 1,4% мешовитих, 0,1% државних, 1,4% задружних и 93,7% приватних предузећа.
- Преглед предузећа по величини: 0,9% великих, 1,9% средњих и 97,2% малих предузећа.
- Преглед предузећа по делатностима: трговина 30,9%, индустрија 29,2%.

На територији града послује и 6.033 радњи од чега су 333 са седиштем на територији друге општине.
- Највеће учешће појединих грана у структури производње: производња и прерада дувана (43,1%), производња електро-машина и апарата (14,7%), метало-прерађивачка делатност (6,64%), производња готових текстилних производа (5%) и прерада каучука (4,4%).
- Најниже учешће у укупној производњи имају гране: производња финалних производа од дрвета (0,1%), производња и прерада индустријског отпада (0,2%) и производња грађевинског материјала (0,7%).

### Туризам
Са Нишком Бањом, посебним балнеолошким центром у непосредној близини града, али и богатом историјом и издашном природом, туристичка понуда града Ниша и околине пружа велике могућности за бањски, лечилишни, пословни и конгресни туризам.
Укупан број туриста у 2008. години на територији града Ниша је 86.149, од чега је 29.885 страних туриста.

#### Излетишта
- Нишка Бања — бањско лечилиште, удаљено 10 km од центра града, у подножју Коритњака, огранка Суве планине
- Чаир — градски парк са базеном и спортским теренима
- Парк Свети Сава — градски парк
- Каменички вис — излетиште и скијалиште близу Ниша, на 805—814 m надморске висине
- Сићевачка клисура — узак део долине Нишаве између села Просек и Долац, 14 km узводно од Ниша
- Облачинско језеро — природно језеро на 20 km од Ниша, близу места Облачина, у подножју Малог Јастрепца
- Бања Топило — мала бања на 25 km од Ниша, у атару села Веле Поља, према Алексинцу и Сокобањи
- Церјанска пећина — 14 km од Ниша, а атару села Церја
- Јелашничка клисура — у долини Јелашничке реке, близу села Јелашница, код Нишке Бање
- Бојанине воде, на огранку Суве планине, изнад села Јелашница
- Сува планина

#### Историјски споменици
- Нишка тврђава — војно утврђење из турског времена, 17. век,
- Медијана — археолошко налазиште из римског доба (3—4. век),
- Логор Црвени крст — један од ретко очуваних логора из Другог светског рата,
- Бубањ — спомен парк на стратишту стрељаним грађанима у Другом светском рату,
- Ћеле кула — јединствени споменик из 19. века са лобањама српских устаника из битке на Чегру, узиданим у кулу,
- Чегар — брдо на коме је било поприште битке на Чегру, 10. маја 1809. године,
- Споменик ослободиоцима Ниша — споменик посвећен ослобођењу Ниша од Турака и родољубима из Првог светског рата,
- Споменик Александру Ујединитељу — споменик посвећен краљу Александру Карађорђевићу,
- Казанџијско сокаче — стари урбани део града у данашњој Копитаревој улици, изграђен још половином 18. века,
- Старохришћанска базилика са мартиријумом у Јагодин-мали, 4. век,
- Ранохришћанска гробница са фрескама са краја 6. века,
- Спомен капела — подигнута жртвама НАТО бомбардовања 1999. године,
- Праисторијски локалитет Бубањ — археолошко налазиште из доба неолита.

- Казанџијско сокаче
- Споменик ослободиоцима Ниша
- Спомен парк Бубањ
- Поглед на Парк Свети Сава из ваздуха
- Споменик на Чегру

### Саобраћај
Ниш се одувек налазио на раскрсници балканских и европских путева. Још у античко време поред Наиса је пролазио римски пут Via militaris касније назван Цариградски друм, који је спајао римске градове Сингидунум (данашњи Београд) и Константинопољ (или Цариград, а данашњи Истанбул).
Кроз територију града пролазе три важна правца међународних путева и железница. Ниш је мултимодално чвориште највишег ранга у Европи. На овом подручју, укршта се више врста саобраћајних путева: коридор ауто-пута, железничке пруге, аеродром и планиране пруге за велике брзине, железничко чвориште, робно-претоварни центар, оптички каблови, транзитне централе, ТВ и ЦТ предајници, струјни далековод 400kV и гасовод.
Мрежа путева је дугачка 391 km, а њену структуру чине: магистрални путеви 9%, регионални путеви 23% и локални путеви 68%.
Главна саобраћајница долази из правца Београда и наставља на југ према Солуну и Атини. Друга важна магистрала је пут E80, који од Јадранског мора и Приштине води према Димитровграду, Софији, Истанбулу и даље ка Блиском истоку. У Нишу се одваја и пут ка северозападу (Е771), према Зајечару, Кладову и Дробета-Турну Северину у Румунији.
Јавни градски саобраћај се одвија искључиво аутобусима, а састоји се од 13 линија. Трамвајски систем превоза у Нишу постојао је од 16. новембра 1930. до 10. августа 1958. године.
- Трамвај у Нишу 1930. године
- Железничка станица
- Боинг 757
 на Аеродрому Цар Константин
- Аутобуска станица

## Здравство
Прве здравствене установе у Нишу настају након ослобођења града од Турака и основане су овим редоследом; 1878. Војна болница, 1881. Окружна болница, 1900. Пастеров завод, 1926. Државна болница за душевне болести, 1945. Дом здравља и 1986. Завод за здравствену заштиту радника, 1990. Клинички центар.

### Војна болница
Ослобађањем од Турака 1878. године, са доласком војног санитета, у Ниш пристижу и први школовани лекари. Наредбом Врховне команде српске војске, само недељу дана након ослобођења Ниша, на предлог начелника санитета др Владана Ђорђевића, формира се, 10. јануара (по старом календару) 1878. године, од тада постојећих турских болница у Нишу, Велика нишка војна болница за 1.000 болесника и рањеника. Она затиче и преузима на даље лечење 384 турска рањеника и болесника. Први болесници и рањеници који су примљени на лечење у новоформирану болницу били су војници из српско-турских ратова, али и становништво Ниша и околине.
У тренутку формирања у болници ради седам лекара, два лекарска помоћника, један апотекар, командир болнице и два писара, а за управника болнице ВК СВ поставља пуковника др Владана Ђорђевића. Први лекари били су: др Лаза Стевановић, др Ђорђе Димитријевић, др Димитрије Поповић, др Розенберг, др Јанко Сјенкијевић, др Казимир Станишевски и др Мурел, заробљени турски лекар. Учитељи из Ниша Тодор Анастасијевић и Димитрије Ђорђевић постављени су за болничке писаре.
Формирање и почетак рада Војне болнице за град Ниш, ширу околину, па и цео југ Србије значио је истовремено и први зачетак организоване здравствене заштите становништва. Здравствена култура становништва била је на ниском степену, а сујеверни народ користио је услуге надрилекара, травара, видара и турских хећима.
Током ратних година, 1914—1915. Војна болница у Нишу постаје највећи епидемиолошки центар у Србији. У рано пролеће 1915. године, од пегавог тифуса, у Нишу је умро велики број истакнутих личности.
Војна болница је данас установа отвореног типа како за школовање свих профила медицинског кадра из цивилних структура (волонтери, лекари приправници, специјализанти, санитетски кадар за ратне дужности итд), тако и за прихват и лечење цивилних осигураника. Учешће цивилних осигураника у искоришћености постељног фонда креће се у проценту од 15-20% са тенденцијом раста.
Последњих година болница остварује 65.000 до 70.000 болесничких дана, обави преко 1.000.000 разних услуга и прегледа, код 180.000 до 200.000 осигураника, изврши 1.200 хемодијализа, обави 30.000—38.000 систематских специјалистичких прегледа и прикупи преко 2.000 литара крви.

### Пастеров завод
На иницијативу др Мике Марковића 1900. у нишкој војној болници формира се и прва превентивно-медицинска установа „Пастеров завод“, који организује превентивно-медицинску заштиту припадника војске и становништва и врши прве вакцинације против великих богиња и других заразних болести. Први управник завода био је др Сава Поповић, војни стипендиста, који је студије медицине завршио у Грацу. Пастеров завод ради у саставу Војне болнице све до њеног повлачења у Првом светском рату преко Албаније. По завршетку рата Пастеров завод ради као посебна, доходовна, здравствена установа града Ниша, која једино није наплаћивала услуге војсци јер је била саставни део војног санитета.
Реорганизацијом Министарства здравља Краљевине Југославије, 14. октобар 1923. Пастеров завод је прерастао у Епидемиолошки завод.

### Клинички центар
Претеча садашњег Клиничког центра и прва цивилна здравствена установа у Нишу, после ослобођења града од Турака 1878, била је Окружна болница у Нишу. Болница је била смештена у приватној кући изнајмљеној за те потребе која се налазила на левој обали Нишаве, изнад градског парка и бившег официрског дома. Прве пацијенте је примила 17. јула 1881.
Први персонал болнице чинила су два болничара, једна нудиља и једна куварица „... а главну функцију вршио је један лекарски помоћник са економом...“ све до именовања првог управника Окружне болнице у Нишу дипломираног лекара др Антона Зајичека
У прво време, Окружна болница била је уточиште за оболеле проститутке од венеричних болести и лица оболела од туберкулозе. Болесници су примани на основу уверења општине о имовном стању. Сиромашни болесници су лечени на терет санитетског фонда, а за оболеле од сифилиса није било потребно никакво уверење.
Војна болница Ниш 1897. добија првог сталног хирурга — мајора др Михајла Петровића (1863—1934), он као и добар број припадника Војне болнице ће у почетку хонорарно радити у првој нишкој Окружној болници. Еминентни лекари Војне болнице значајно су допринели формирању и квалитетном стручном раду Окружне болнице. Није прошло много времена, а у граду је већ било 20 лекара, шест апотекара, 16 лекарских и осам апотекарских помоћника и 236 болничара.
До почетка Првог светског рата Окружна болница у Нишу била је у надлежности Министарства унутрашњих дела Србије., а после рата наилази време наглог развоја Болнице у Нишу која снажи, и мења називе.
Од 1915. године до 1922. званични назив болнице у Нишу је Нишка окружна болница првога реда, да би знатно касније прерасла у Клинички центар Ниш.,

### Дом здравља
Непосредно пошто је Ниш ослобођен, 14. октобра 1944, предузете су мере за брзо оснивање здравствених установа које би се бавиле здравственом заштитом грађана Ниша. Најпре је основана Среска амбуланта, а убрзо потом и Дом здравља Среза нишког. Већ почетком 1945. године у Нишу почињу да раде два дома здравља; Дом здравља „Црвени крст“ и „Дом здравља Бубањ“.
Дом здравља „Црвени крст“ наставља рад некадашњег Дома здравља Среза нишког, са затеченим медицинским кадром, а дужност првог управника преузима др Војислав — Вова Петровић. Дом здравља „Бубањ“ размешта се у зграду бившег „Уреда“ и преузима улогу и обавезе комплетне специјалистичке службе некадашње Градске поликлинике. Први управник овог новоформираног дома био је др Владимир Димитријевић.
Крајем маја 1959. године ова два дома уводе нову организацију. Уместо њих формира се већи број здравствених станица. у граду. Веровало се да ће приближавање болесницима дати боље резултате лечења, што се није показало као добро решење, па се већ 31. децембра 1962. у Нишу формира јединствени Дом здравља, који обухвата и бројне здравствене установе: здравствене станице „Расадник“, „Филип Кљајић“, „Ћеле-кула“, „Бубањ“, „Борис Кидрич“, „12. фебруар“, „Јелашница“. У састав Дома здравља улазе и амбуланте у „Горњем Матејевцу“ и „Горњој Топоници“, Завод за хитну помоћ, Стоматолошка поликлиника, Онколошки диспанзер. Током наредних година у састав Дома улазе и Диспанзер за мајку и дете и Диспанзер за жене. Интегришу се, такође, и Здравствена станица „Ратко Павловић“ и Дом здравља у Гаџином Хану. Све ово утицало је и на повећање броја запослених радника у Дому здравља, па је њихов број нарастао на 450 запослених.
У складу са многобројним променама у законодавству тадашње Југославије 27. новембра 1978. године Дом здравља се реорганизује у Сложену организацију удруженог рада основне здравствене заштите, коју чине три радне организације на челу са Домом здравља:
- Дом здравља у Нишу;
- Завод за медицину рада;
- Хитна медицинска помоћ.

Дом здравља Ниш је највећи здравствени центар у Србији по организационој и кадровској структури и мрежи објеката. О томе сведочи десет организационих јединица које функционишу у централном објекту површине 15.000 m² и близу шездесет пунктова у граду и селима, завидна кадровска попуњеност великим бројем специјалиста, примаријуса, магистара и доктора наука, што је створило услове да Дом здравља постане и научно-наставна база Медицинског факултета у Нишу.

### Завод за здравствену заштиту радника Ниш (ЗЗЗЗ)
ЗЗЗЗ радника Ниш је формиран 1986. интеграцијом Диспанзера за медицину рада при фабрикама МИН, ДИН, ЕИ, Вулкан, Дом железничара и тадашњег Института за медицину рада, као наставне базе Медицинског факултета.

### Институт за јавно здравље Ниш
Институт за јавно здравље Ниш је државна здравствена установа из области превентивне здравствене заштите, најстарија здравствена установа ове врсте на Балкану, настала пре 110 година као Пастеров завод у Нишу 7. јуна 1900. године.
Институт је имао изузетан историјски и здравствено-културни значај за развој здравствене заштите, не само југоисточне Србије, већ и већег дела Балкана, и представљао је камен темељац превентивне медицине у Србији. Институт за јавно здравље Ниш настао је и развијао се кроз више од једног века на „темељима“ Пастеровог завода у Нишу, основаног 7. јуна 1900. као прве превентивне здравствена установа у Краљевини Србији и на Балкану и претече данашњег Института за јавно здравље Ниш који наставља традицију овог познатог и славног завода.
У оквиру основних задатака у области високог школства, здравственог просвећивања, здравствене превенције, дијагностике и терапије заразних и незаразних болести, Институт за јавно здравље Ниш пружа услуге из многих области здравствене делатности.

### Завод за хитну медицинску помоћ Ниш (ЗХМП)
Завод за хитну медицинску помоћ Ниш (ЗХМП) је медицинска установа Града Ниша која грађанима, којима је због природе обољења, стања или повреде неопходна хитна медицинска помоћ, исту пружа 24 часа дневно, 365 дана у години.
ЗХМП својом делатношћу покрива површину Града Ниша и околине од 597 km², на којој, према последњим подацима, живи 257.867 (према попису из 2011) потенцијалних корисника здравствених услуга, или са бројем становника ширег подручја који гравитира ка ЗХМП 391.624.
У сваком тренутку, Завод располаже са седам теренских екипа, а у самом Заводу непрекидно функционишу амбуланта за одрасле пацијенте, опсервациона јединица за одрасле, амбуланта педијатрије, педијатријска опсервациона јединица, служба хирургије, служба стоматологије и јединица за реанимацију и дијагностику.
ЗХМП у својим организационим јединицама просечно годишње збрине око 120.000 пацијената и прегледа на терену још око 30.000 до 35.000 грађана Ниша и околине.

## Култура
Ниш је најзначајнији културни центар југоисточне Србије. У граду постоји Народно позориште, основано 1887, које је једно од најстаријих у земљи, као и Симфонијски оркестар. Позориште лутака започело је рад 1951, а 1977. град му је доделио зграду са салом са 212 места.
У граду се током целе године одржавају културне манифестације, као што су: Фестивал глумачких остварења „Филмски сусрети“ Ниш, Нимус - Нишке музичке свечаности — фестивал озбиљне музике (обе манифестације носиле су предзнак „југословенски“ и представљале важан културни чинилац у СФР Југославији), џез фестивал Нишвил, музички фестивал Нисомнија, Сајам књига у Нишу, међународни фестивал аматерских хорова „Хорске свечаности“, Мајска песма (фестивал дечје музике) и друге.
Народна библиотека „Стеван Сремац“ у Нишу основана је 1879. а Универзитетска библиотека Никола Тесла 1967. године Некад је Ниш имао два јака издавача ИП „Градину“ и „Просвету“. Данас је издаваштво у граду доста скромно и њиме се баве: Нишки културни центар, Студентски културни центар, ИП „Зограф“, „Свен“ и бројни други приватни штампари. Од 1966. године у Нишу непрекидно излази обновљени књижевни часопис „Градина“, чији је сада издавач Нишки културни центар, а последње деценије излазили су и часописи „Слава“ и „Српски југ“.
Поред библиотека и музеја, остале институције културе у Нишу су: Историјски архив, Нишки културни центар (НКЦ), Студентски културни центар, академски лист „Пресинг“, интернет портал НишКафе.
У оближњем Сићеву постоји најстарија ликовна колонија у земљи — Међународна ликовна колонија „Сићево“, коју је основала сликарка Надежда Петровић, а такође и Књижевна колонија „Сићево“, коју организују НКЦ и Друштво књижевника и књижевних преводилаца Ниша
Делови града имају своје фестивале попут Пантелејског вашара и Палилулске вечери.
- Установе и манифестације културе
- Народно позориште
- Отварање филмских сусрета
- Симфонијски оркестар
- Сајам књига у Нишу

### Музеји и галерије
Народни музеј је основан 1933. и данас поседује око 40.000 експоната; значајне су археолошке колекције из праисторије и римски предмети из Медијане; у музеју су представљени и експонати из Средњег века и новијег доба. У оквиру музеја се може посетити колекција предмета везаних за живот и дело писца Стевана Сремца и песника Бранка Миљковића. Маја 2007, Народни музеј у Нишу је по први пут учествовао у међународној манифестацији Ноћ музеја.
Остали историјски музеји су: археолошка налазишта Наис и Медијана, брдо Чегар и Ћеле кула. Некадашњи Концентрациони логор Црвени крст данас има меморијалну поставку.
Град Ниш има и Галерију савремене уметности, Галерију Синагога, Галерију 77, Галерију НКЦ и Павиљон у Тврђави.
- Музеји и уметничке галерије
- Ћеле кула
- Музеј на Црвеном крсту
- Галерија у Тврђави

### Спорт
У граду постоји преко 200 спортских клубова у преко 30 спортских грана, који окупљају преко 15.000 регистрованих спортиста. Најстарији фудбалски клуб у Нишу настао је 1918. године — ФК Синђелић, а најпознатији фудбалски куб је Раднички који је основан 1923. године, а којем су навијачи шездесетих година 20. века, због добре игре на домаћем терену, дали име „Реал са Нишаве“. ФК Цар Константин основан је 1932, а ОФК Ниш 1968. године. Једна од 28 Окружних лига у Србији је Прва Нишка лига у којој учествује 16 клубова, превасходно из Ниша.
У другој половини 20. века био је изузетно популаран Боксерки клуб Раднички, који је основан 1947. године, да би шездесетих и седамдесетих година био један од најбољих боксерских клубова у СФРЈ. Године 1951. био је првак Србије, 1952. осваја Боксерски куп НР Србије, затим 1955. постаје по трећи пут првак Србије и улази у Савезну боксерску лигу. Године 1956, осваја друго место у Првој савезној лиги. То исто ће поновити наредних година до 1960. године, а онда 1961. постаће шампион Југославије. У његовим редовима боксовали су државни репрезентативци, југословенски и балкански шампиони.
Најтрофејнији женски фудбалски клуб у СФР Југославији, СР Југославији, Србији и југоисточној Европи је ЖФК Машинац, основан 1970. године и поседује свој стадион на Делијском Вису.

Спортски центар Чаир располаже: Стадионом Чаир (1963), Халом Чаир (1974), затвореним базеном (1990), леденом двораном (2007) и др. Стадион Чаир је највећи и најпознатији стадион у граду, капацитета 14.000 гледалаца. Хала Чаир је затворена спортска дворана, капацитета 4.000 места, у којој се одржавају рукометне, кошаркашке и одбојкашке утакмице, а у њој често своје мечеве као домаћини играју одбојкашка и рукометна репрезентација Србије. На отвореном базену Чаир, од 13. до 18. јула 2010. одржан је завршни турнир Светске лиге у ватерполу.
Ниш има дугогодишњу традицију добрих рукометашких клубова као што су РК Железничар Ниш и ЖРК Наиса. Поред тога значајну улогу у српском спорту имају и КК Ергоном и ВК Ниш, али и Атлетски клуб „Железничар“, који је имао добре дугопругаше и маратонце.
Стрељачки клуб „Ниш 1881“ је српском, а раније и југословенском стрељаштву, подарио многе шампионе. Некад је то био Гроздановић, европски првак у гађању малокалибарском пушком, а данас је то Лидија Михајловић. званично други стрелац света у гађању МК пушком за 2009. годину, и победник Светског купа у граду Вукси, у Кини, октобра 2009. године. Иначе, седам пута проглашавана за спортисту године Ниша
Ниш не заостаје ни у кајаку на брзим водама, има трофејни Кајакашки клуб „Гусар“, а у шаху има бившег светског омладинског првака и велемајстора Игора Миладиновића, као и велемајсторе Мирослава Миљковића, Славољуба Марјановића и Сузану Максимовић.
Прво организовано навијање у Нишу десило се 1962. године када је ФК Раднички ушао у Прву савезну лигу Југославије. Навијачка група Мераклије настала је 1989. године.
Најпознатији џудо клуб у Нишу је џудо клуб „Кинезис“ (који је био вице шампиона у Србији), а поред њега ту су и џудо клуб „Ниш“ и џудо клуб „Шогун“.

### Медији
Дана 18. новембра 1944. године почињу да излазе Народне новине, најпре као недељник, а од 1971. године постају дневне. 21. фебруара 1945. године оснива се Радио Ниш, који постаје друга радио-станица у Југославији и добија међународну фреквенцију. Од 1992. године у Нишу се оснива већи број ТВ и радио-станица. Све оне су у приватном власништву осим Нишке телевизије која је власништво Града Ниша. Године 2009, Радио Ниш се гаси и постаје само дописништво Радио Београда.
| - Народне новине - Акта медика медианис - Нишки весник - Слобода - „Пресинг“ академски лист - Братство (на бугарском) - Српски југ - Градина | - Банкер радио (98.3) - Сити радио (99.9)-ЛАЈВ(ААС+) - Радио Нишава (104.0) - Оксижен радио (91.6) - Радио Јат (90.5) - ТДИ радио (88.8) - Радио ИН (95.6) - Радио Бел Ами, Фолк Канал (100.7) - TDI радио (88.8) - Радио Епархије нишке — ГЛАС (92.0) | - Банкер ТВ - ТВ Бел Ами - ТВ Наис - Глобал ТВ - РТВ Нишава (на ромском) - ТВ Чаир (на ромском) - НТВ - Арт ТВ - Пулс ТВ - Џамбо ТВ - Зона Плус ТВ - Коперникус ТВ |

### Архитектура
Више пута разаран у ратовима, град Ниш ипак има сачуваних историјских улица и грађевина. Архитектура из доба Османског царства је репрезентована у градској тврђави, саграђеној у периоду 1719—1723; у њеној унутрашњости постоје још старије грађевине, попут хамама из 15. века, који је данас претворен у ресторан., и Балибегове џамије, из периода 1521—1523, у којој је уметничка галерија Из османског периода су и Казанџијско сокаче, где су многе куће из 17. века, кућа породице Стамболија (изградња започета 1875) карактеристична по балканском стилу.
Након ослобођења града 1878. налогом кнеза Милана Аустријанац Франц Винтер ради „Регулациони план вароши Ниш“. Тиме је постављена урбанистичка основа за развој града и његову модернизацију.
Крај 19. и почетак 20. века означио је наглу промену у архитектури, у добу младе српске државе. Овај период је карактеристичан по продору западних принципа у грађевинарству, стиловима неокласике и необарока, понекад измешаним у истој грађевини. С краја 19. века потиче зграда Бановине, изграђена 1886, у којој се данас налази Универзитет и зграда Народног музеја, саграђена 1894. Архитектура прве половине 20. века наставила је у истом архитектонском маниру, са административним грађевинама попут Градске скупштине, саграђене у периоду 1924—1926. Стил арт деко је коришћен у декорацији зграде Централне поште, као и на фасадама неких вила, попут оне трговца Андона Андоновића, из 1930.
У периоду између два светска рата већи број грађевина, како приватних кућа и вила, тако и јавних зграда направљене су у стилу Модерне. Ове грађевине направљене су у комбинацији са другим стиловима и традиционалних конструкција, а ограничене су техничким потенцијалом и функционалном структуром са традиционалним начином изградње.
Град Ниш има мало хомогених градских четврти. Тенденција је била да се модерне зграде подижу уз оне из претходних доба. Такав је случај са Тргом краља Милана, где су пословно-трговинске зграде од бетона, стакла и гвожђа испреплетене са старим градским ткивом. Примери за то су „Душанов базар“ у Душановој улици, трговински центар „Калча“ и трговински центар „Амбасадор“.
Ван центра града су изграђене модерне четврти у стилу индустријске архитектуре са краја 20. века.
Ниш је због разноврсности урбанистичких трагова у историји у урбанистичком и архитектонском изразу многоврстан и разнолик.
У априлу 2021. године отворен је и први Delta Planet у Србији.

#### Верски објекти
Град Ниш има више цркава интегрисаних у градски архитектонски миље. Међу њима се истичу: црква Светог Николе, Саборни храм, Храм Светог цара Константина и царице Јелене у Нишу, црква Светог Пантелејмона, црква Успења Пресвете Богородице. У селу Горњи Матејевац, код Ниша, налази се Латинска црква из 11. века, која спада у ретке очуване споменике из преднемањићког периода. У околини града се налазе бројни српски православни манастири.
Тренутно се у Хиландарском метоху, у Нишу, налази и Богословија Светог Кирила и Методија која је након 1999. године привремено пресељена из Призрена.
У самом центру града је католичка црква Пресветог срца Исусовог, саграђена 1885. а дограђивана 1925. и 1934. године, да би добила данашњи облик.
Ислам-агина џамија је подигнута пред ослобођење Ниша од Турака, 1870, на темељима старије џамије из 1720. године. У Тврђави се налази Бали-бегова џамија саграђена између 1521. и 1523. године, а у Шуматовачкој улици се налази тешко оштећена Хасан-бегова џамија из 1737. године.
Синагога у Нишу постоји још од 1695. године, а данашња зграда Нишке синагоге датира из 1925. године, изграђена на плацу некадашње Јеврејске општине, а обновљена 2003. године.
У Нишу постоје и протестантске цркве. Поред поменутих православних и исламских храмова у Нишу постоје и функционишу Хришћанска баптистичка црква, Хришћанска еванђеоска заједница, Хришћанска адвентистичка црква, Заједница Јеховиних сведока.
- Верски објекти
- Саборни храм
- Синагога
- Храм Светог цара Константина и царице Јелене
- Црква светог Пантелејмона
- Католичка црква

### Мостови Ниша
Кроз Ниш целом његовом дужином, протиче река Нишава, почев од Сићевачке клисуре на истоку, до њеног ушћа у Јужну Мораву, на западу. На градском подручју у Нишаву се уливају Јелашничка река, Кутинска река и Габровачка река.
У ужем делу градског језгра њене обале спаја 11 а у ширем градском подручју 16 мостова. Јелашничку реку премошћује један мост, Габровачку реку, у граду 12 мостова и мостића а Кутинску реку 5 мостова. Мостови Ниша имају своју историју а неки су и права уметничка архитектонска дела и грађевински подухвати.
- Мостови Ниша на реци Нишави
- Камени мост
- Железнички мост
- Тврђавски мост
- Мост поред „Бенетона“
- Пешачки мост

## Познате Нишлије
У Нишу је рођен низ људи значајних за историју овога града, али и за историју државе Србије — научници, државници, књижевници, уметници, политичари, војсковође... Ово је само део списка људи који су задужили овај град.

### Рођени у Нишу
- Константин Велики (272—337), римски цар, рођен у античком Наису (који се налазио на територији савременог града Ниша)
- Констанције III (? — 421), цар западног римског царства, рођен у античком Наису (који се налазио на територији савременог града Ниша)
- Патријарх српски Спиридон (око 1350), српски патријарх, писац, хроничар и летописац.[135]
- Тодор Станковић (1852—1925), угледна личност националне историје, учесник свих ратова Србије од 1876—1918. године. Српски краљевски конзул у Приштини, Скопљу, Битољу и Солуну[136]
- Никола Узуновић (1873—1954), председник Владе Краљевине Југославије у два наврата
- Добрица Милутиновић (1880—1956), глумац, члан Народног позоришта у Београду од 1899. до смрти
- Светислав Милосављевић (1882—1960), бан Врбаске бановине и министар саобраћаја у Краљевини Југославији
- Драгиша Цветковић (1893—1969), градоначелник Ниша и премијер Краљевине Југославије
- Милош Ђорић (1893—1975), био је српски и нишки лекар (примаријус), књижевник, преводилац, публициста, добровољац у Балканском и Великом рату, градоначелник Земуна, шеф кожног одељења болница у Земуну, Београду и Нишу, носилац француског ордена Легије части.
- Душан Ђ. Цветковић (1892—1978), глумац, оперски певач, редитељ, драмски писац и управник позоришта
- Душан Радовић (1922—1984), новинар и писац
- Жика Миленковић (1928—2008), глумац
- Бранко Миљковић (1934—1961), један од најпознатијих српских песника друге половине 20. века
- Димитрије Миленковић (1935-2025), један од познатијих нишких књижевника, и угледно име у савременој српској поезији.
- Младен Недељковић Млађа (1936—2005), глумац
- Шабан Бајрамовић (1936—2008), међународно признати певач и композитор ромске музике
- Корнелије Ковач (1942), рок музичар и композитор
- Танасије Узуновић (1942), глумац
- Зоран Живковић Тута (1945), српски рукометаш, репрезентативац и тренер репрезентације Југославије
- Владимир Савчић Чоби (1948—2009), музичар и глумац
- Слободан Стојадиновић Чуде (1948—2011), песник, приповедач, ликовни и књижевни критичар
- Нинослав Стојадиновић (1950), академик САНУ и амбасадор
- Драган Пантелић (1951), српски фудбалер и репрезентативац Југославије
- Ненад Милосављевић (1954), рок музичар и оснивач Галије
- Биљана Крстић (1955), певач рок и народне музике и текстописац
- Зоран Живковић (1960), градоначелник Ниша и премијер Републике Србије
- Горан Шепа (1960), рок музичар и оснивач Кербера
- Зоран Ћирић (1962), писац
- Драган Стојковић Пикси (1965), српски фудбалер и репрезентативац (84 утакмице)
- Слађана Станковић (1965—1999), жена добровољац на Косову и Метохији 1999.
- Лидија Михајловић (1968), српска спортисткиња и репрезентативка Србије у стрељаштву
- Кокан Младеновић (1970), позоришни режисер, управник Атељеа 212
- Ненад Василић (1975), српски и аустријски џез контрабасиста
- Дејан Стојиљковић (1976), писац
- Иван Миљковић (1979), српски одбојкаш и репрезентативац (олимпијски и европски шампион)
- Никола Карабатић (1984), француски рукометаш и репрезентативац (олимпијски, светски и европски шампион)
- Немања Радуловић (1985), виолиниста
- Стефан Јовић (1990), српски кошаркаш и репрезентативац (олимпијски, светски и европски вицешампион)
- Сава Ранђеловић (1993), српски ватерполиста и репрезентативац (олимпијски, светски и европски шампион)

### Знамените личности које су део живота уградиле у историју Ниша
Велика плејада знаменитих личности Србије, тако присутна у свом времену, део свог животног пута, стварања и херојства уградила је у историју Ниша.
- Стеван Синђелић (1770—1809), војвода из Првог српског устанка; погинуо у бици на Чегру
- Јован Апел (? — 1907), индустријалац и оснивач прве пиваре у Нишу
- Владан Ђорђевић (1844—1930), лекар, књижевник и политичар, председник министарског савета (владе) и санитетски пуковник. Оснивач и први Управник Војне болнице у Нишу
- Михајло-Мика Марковић, (1847—1911), лекар, ратни хирург, санитетски пуковник, дугогодишњи начелник сантета српске војске, Управник Војне болнице у Нишу, оснивач Пастеровог завода у Нишу, реформатор војног Санитета српске војске.
- Стеван Сремац (1855—1906), српски писац, дошао у Ниш убрзо након ослобођења од османске власти; писао о животу старог Ниша (Ивкова слава, Зона Замфирова)
- Јелена Ј. Димитријевић (1862—1945), српска књижевница, путописац и добротворка; у Нишу је живела од 1881. до 1898; написала је неколико дела инспирисаних животом у Нишу, као што је приповетка у стиху на нишком дијалекту Баба Краса, путопис Писма из Ниша о харемима и Ђул-Марикина прикажња.
- Јеремија Живановић (1874—1940), књижевник, средњошколски професор, покретач часописа Градине и бан Моравске бановине
- Мира Ступица (1923) драмски уметник, на почетку каријере радила у Народном позоришту у Нишу
- Патријарх српски Иринеј (1930—2021), дугогодишњи епископ нишки а од 2010. године 45. врховни поглавар Српске православне цркве
- Драган Холцер (1945), југословенски фудбалер и репрезентативац (52 утакмице)
- Градимир Миловановић (1948), математичар, дописни члан САНУ и редовни професор Електронског факултета у Нишу[137]
- Александар Блатник (1944), карикатуриста, сликар графичар, дизајнер и писац. Члан је сликарско-графичке секције УЛУПУДС, са звањем „истакнути уметник“. Носилац је УЛУПУДС-ове награде за животно дело[138].
- Милорад Митковић (1950) ортопедски хирург академик, дописни члан Српске академије наука и уметностии и професор хирургије на Медицинском факултету у Универзитета у Нишу.[139]
- Драгиша Станковић Челик, југословенски боксер, првак Југославије 1961. и 1964. године.
- Петко Јованчић (1942—2015), мајстор кулинарства и један од најпознатијих нишких кувара.
- Иван Оскара Реди, (1943), архитекта

### Почасни грађани града Ниша
Ово звање додељује Скупштина Града Ниша од 2000. године, досад га је добило шесторо странаца. Први пут је додељено Киријаки Панајотиди, грчкој хуманитарној радници која је током НАТО бомбардовања, а и после, доносила огромну хуманитарну помоћ, лекове и медицинску опрему деци и грађанима Ниша. Касније су ово звање добили Ханс Ола Урстад, бивши амбасадор Норвешке у Србији, и Димитрис Ксенителис, бивши конзул Грчке у Нишу.
Јоана и Харалампије Анастасију, такође хуманитарни радници из Грчке, постали су 2008. године почасни грађани Ниша, јер су на свака четири месеца доносили новчану помоћ деци чији су очеви погинули у току бомбардовања Србије.
Списак почасних грађана:
- Киријаки Панајотиди, хуманитарна радница (2000)[140]
- Димитрис Ксенителис, бивши грчки конзул у Нишу (2005)[140]
- Ханс Ола Урстад, бивши амбасадор Краљевине Норвешке у Србији (2005)[140]
- Харалампије Анастасију, радник хуманитарне организације „Бенџамин” (2007)[140]
- Јоана Анастасију, радник хуманитарне организације „Бенџамин” (2007)[140]
- Лихија Рамирез, шеф Канцеларије УН ХАБИТАТ-а у Београду и главни технички саветник на пројекту израде Стратегије развоја Града Ниша (2008)

## Конзулати у Нишу
Након ослобођења Ниша од Турака, отварају се конзулати Аустроугарске, Русије, Турске, Белгије и Грчке. Од почетка Првог светског рата па до Тројне инвазије Србије, у Нишу су се налазили амбасадори савезничких земаља. Током бугарске окупације (1915—1918), столује вицеконзул Аустроугарске
Отварање грчког конзулата 4. септембра 1998. године представљало је прво дипломатско представништво ван Београда у СРЈ. Увођењем безвизног режима Србији од стране Европске уније престала је потреба за постојањем грчког конзулата који је 17. децембра 2010. престао са радом.
Конзулат Бугарске отворен је 21. децембар 2006.
Конзулат Мађарске отворен је 19. март 2009. а затворен је 2011. године.
Ниш поседује 6 конзула, од чега су двојица странци, што га чини другим градом у Србији по броју дипломатског кора.
Списак почасних конзула:
| - Јоргос Псјахас - Георгиј Јуруков - Милоје Бранковић | - Петар Бошњаковић - Саша Миљковић - Стела Јовановић |

Културни центри Америке и Француске имају своје просторије у строгом центру града.
Град Ниш је члан организације за прекограничну сарадњу Србије-Бугарске-Македоније — Еврорегион Евробалкан. и прекограничну сарадњу Србије и Бугарске Програм стратегије развоја Града Ниша финансира Влада Италије.

### Градови побратими
Ниш је побратимљен са следећим градовима:
| - Биршеба (Израел) — Протокол о братимљењу, 1990. - Велико Трново (Бугарска) — Протокол о братимљењу, 1996. - општина Глифада (Грчка) — Протокол о братимљењу, 1999. - Кошице (Словачка) — Протокол о братимљењу, 2001. | - Курск (Русија) — Протокол о братимљењу, 2005. - Једрене (Турска) — Протокол о братимљењу, 2007. - Орхус (Данска) — Протокол о братимљењу, 2009. |  |

Ниш је пријатељ са следећим градовима:
| - општина Спарта (Грчка) — Споразум о пријатељству, 1996. - општина Касандра (Грчка) — Споразум о пријатељству, 1996. - општина Алимос (Грчка) — Споразум о пријатељству, 1999. - општина Маруси (Грчка) — Споразум о пријатељству, 1999. | - Солун (Грчка) — Споразум о пријатељству, 2000. - Колумбус (САД) — Споразум о пријатељству, 2000. - Беч (Аустрија) — Споразум о пријатељству, 2004. - Курск (Русија) — Споразум о пријатељству, 2005. |  |

Ниш сарађује са следећим градовима:
- општина Салтдал Комуне (Норвешка) — Споразум о сарадњи 1986, обновљена Писмом о намерама 2002.
- Бад Хомбург (Немачка) — пријатељска сарадња 1999, обновљени контакти 2010.
- Беч (Аустрија) — Споразум о сарадњи, 2004.
- Грац (Аустрија) — Споразум о сарадњи, 2004.
- Курск (Русија) — Споразум о сарадњи, 2006.
- Орхус (Данска) — Споразум о сарадњи, 2009.
- Љубљана (Словенија) — Споразум о сарадњи, 2010.
- Перник (Бугарска) — сарадња у оквиру пројекта за прекограничну сарадњу Србије и Бугарске

## Галерија
- Панорама Ниша
- Поглед на Нишаву
- Спомен парк Бубањ
- Споменик Надежди Петровић
- Тврђава
- Тврђава зими
- Нишавски кеј
- Кеј и мост
- Парк Св. Саве
- Зграда старе хирургије Војне болнице
- Пастеров завод
- 11. јануарска Награда града Ниша
- Спомених умрлим од тифуса из 1918. у кругу Војне болнице
- Зграде у Нишу
- Ниш: Стара железничка колонија
- Ниш: Градска управа зими
- Ниш зими: Зграда „Швајцарија“
- Ниш: Парк у Нишкој тврђави
- Нишава и зграда Универзитета
- Центар града у пролеће
- Војна команда
- Трг краља Александра
- Циглана Лаф Ниш, спољашњост
- Циглана Лаф Ниш, унутрашњост
- ДИН у Нишу, 1926-1930.
- ДИН у Нишу, изглед фабрике
- ДИН у Нишу, скулптура
- Фабрика коже у Нишу, изглед зграде
- Фабрика коже у Нишу, изглед зграде
- Фабрика коже у Нишу, унутрашњост
- Радионица Железничке станице у Нишу, унутрашњост
- Споменик „Искра слободе”